# 쥐라기 월드컵
쥐라기 월드컵(일본어: ドラゴンリーグ 드래곤 리그[*])은 축구를 소재로 한 스포츠 애니메이션이다. 
1993년 5월 7일 일본 후지TV를 통해 방영이 시작되었으며 1994년 2월 27일에 39화를 끝으로 완결되었다. 대한민국에서는 1994년 5월 18일 KBS를 통해 처음 방영되었으며 4년 후인 1998년 프랑스 월드컵의 개막에 때맞춰 재방영하기도 하였다. 그리고 대교어린이TV, TV조선, 디원TV에서 첫방영되었다.

## 줄거리
축구선수였던 아버지의 뒤를 이어 축구선수가 되길 꿈꾸는 소년 토키오(돌발이). 그러나 아버지인 아몬(대포)가 친구이자 위너스 축구팀의 주장인 레온과의 경기에서 참패해 그만 인간에서 작은 공룡으로 변하게 되는데...! 아버지를 공룡으로 만들게 한 레온에게 복수를 하기 위해 토키오는 소년 위너스팀에 들어가 큰 활약을 펼치게 된다.

## 등장인물
- 성우는 일본 원판 / 한국 더빙판순, 일본 원작명 / 한국 더빙판명순.

토키오(돌발이)
성우 - 마타무라 나오미
이 만화의 주인공으로 아버지와 함께 위너스 마을에 들어오게 된 소년. 축구선수였던 아버지의 뒤를 이어 축구선수가 되길 꿈꾸는 소년이기도 하다. 하지만 아버지가 친구인 레온과의 경기에서 패하면서 작은 공룡으로 변하게 되자 레오에 대한 복수심에 불타게 되어 소년 위너스 축구팀에 들어가 선수로 뛰게 된다.
아몬(대포)
성우 - 타츠타 나오키
토키오(돌발이)의 아버지로 한때 축구선수로 뛰었던 적이 있는 사람이며 아들인 토키오(돌발이)와 함께 위너스 마을에 들어오게 되었다. 하지만 친구이자 위너스 축구팀 주장인 레온과의 축구시합에서 패하여 작은 공룡으로 변하게 되고만다. 항상 돌발이 옆에서 조언을 해 주는 역할을 하였으며 나중에 가서 다시 인간으로 돌아오게 되었다.
팜
성우 - 하야시바라 메구미
위너스 마을에 살고 있는 소녀이지만 용(龍)의 여사제 이기도 하다. 토키오(돌발이) 부자가 위너스 마을에 들어오게 되면서부터 알게 되었으며 신뢰성과 마음이 매우 강하고 넓은 성격을 가지고 있다. 화가 나면 "뿌우" 하고 외치는 버릇이 있으며 위너스 팀을 도와주는 역할을 하게 된다.
위너 공주 / 윌
성우 - 사쿠라이 토모
위너스 마을의 공주. 축구를 좋아하고 있어 축구하기를 원하였지만 부모역할을 대신하는 할아범과 할멈이 이를 못하게 하고 있다. 하지만 축구를 너무하고 싶은 충동에 못 이겨서 가면을 쓰고 '윌'이라는 인물로 분장하여 위너스 축구팀에 들게 되었다. 하지만 자신을 라이벌로 의식하는 이웃나라의 마리아나에 의해 나중에 가서 가면이 벗겨지면서 공주였던 사실이 밝혀지게 되었으며 이후에는 공주 본모습으로 축구경기에 임하게 된다.
마리아나
위너스 마을 이웃나라의 공주. 위너 공주에 대해 라이벌의식을 가지고 있으며 위너가 가면을 쓰고 윌이란 인물로 활동할 때 윌의 정체를 밝히려고 혈안이었던 적이 있었으며 윌이 위너라는 사실을 알게 되었다. 그러나 나중에 가서는 위너를 생각하게 되어 결국 그녀를 도와주게 된다.
레온
성우 - 타카하시 히로시
위너스팀의 축구주장이며 사자(獅子,lion)의 모습을 하고있다. 아몬(대포)와 친구이자 라이벌 사이로 그와의 축구시합에서 승리하였으며 아몬을 공룡으로 만들게 하여 토키오(돌발이)의 위너스 축구팀 영입을 유도하기도 하였다.
카즈(야크)
성우 - 마츠노 타이키
소년 위너스팀에서 축구선수로 뛰었지만 토키오(돌발이)가 축구팀에 들어오면서 세력이 위축되었음을 느끼며 토키오와 라이벌 의식을 가지며 축구시합에 임하였다. 결국 이에 대한 굴욕감을 안으며 팀을 떠나게 되었지만 독자적인 훈련 도중 황금의 용을 만나 잘못을 뉘우치면서 다시 팀으로 복귀하여 토키오와 합류하여 힘을 합치게 된다.
블랙
토키오(돌발이)의 또다른 라이벌로 '회오리 슛' 을 구사하는 실력자. 경기 중 반칙을 일삼으며 자기자신 밖에 모르는 이기주의자였지만 나중에는 위너스 마을을 위해 희생하였다.
드란
성우 - 사쿠라이 토시하루
소년 위너스 축구팀의 감독이자 사령탑을 맡은 인물. 한때 막강한 실력의 오르드마을 축구팀 주장이었으며 지금은 노인네에 불과하지만 왕년의 실력을 그대로 가지고 있다. 레온의 부탁으로 소년 위너스팀의 감독을 맡게 된다. 사실 이전에 티코팀과 야크팀의 경기를 관전하며 이들의 행동을 주시한 적이 있었다.

윈(윈 윈월드 11세)
일레븐 왕국의 국왕이자 위너의 아버지. 황금의 용으로부터 드래곤 월드를 구하기 위해 레온, 대포, 왕비인 지나와 함께 용의 세계로 가서 황금의 용과 축구시합을 벌였으나 무승부롤 내게되면서 유일하게 황금의 용의 명령으로 용의 세계에 잔류하였으며 돌발이를 비롯한 차기 황금의 용사들이 용의 세계에 오게되자 황금의 용의 명령수행 목적으로 이들과 축구시합 대결을 하게 된다. 처음에 위너는 윈이 자신의 아버지라는 것을 몰랐었으나 나중에 가서야 레온의 소개로 윈이 자신의 아버지라는 것을 알게 되었고 아버지가 용의 세계의 잔류하게 된 사연을 알게 된다. 레온, 대포와 친한 사이이며 돌발이와 위너 이전에 황금의 용사로 뛰었다.   
지나 왕비
일레븐 왕국의 왕비이자 윈의 왕비, 위너의 어머니. 용의 여사제 중 한 명이며 윈이 대포, 레온과 함께 용의 세계로 가게 되자 용의 여사제 자격으로 함께 가게 되었으며 윈과 함께 황금의 용과 시합을 벌였지만 무승부로 끝나고 그로 인해서 윈이 황금의 용의 소환으로 잔류하자 위너를 출산하면서 운명하게 되었다. 마지막에 돌발이 앞에서 영혼으로 나타나 돌발이를 치유해주고 공룡으로 있던 대포를 원래 사람으로 돌려주었다.
할멈 / 할아범
위너공주를 보좌하는 일레븐 왕국의 제신들. 지나 왕비의 유훈을 따라 위너가 축구를 할 수 없도록 단단히 일러두고 있다. 
황금의 용
돌발이와 동료들 앞에 나타나게 된 거대한 황금빛의 용. 용의 세계를 다스리는 존재이며 드래곤 월드의 흥망을 결졍하는 존재로 축구 시합을 통해서 돌발이와 대결하게 되었다.

## 목소리 출연
- 김정애 - 돌발이
- 이재명 - 대포
- 성병숙 - 팜
- 서혜정 - 위너 공주, 윌
- 정미숙 - 마리아나
- 장광 - 레온
- 김준 - 야크 (카즈), 블랙
- 유해무 - 드란
- 이규화 - 윈 (윈 윈월드 11세)

돌발이의 동료들
1. 티코(주장)
2. 아락실(자존심 강한 선수)
3. 쥐돌이(날쌘돌이)
4. 티로사(골키퍼)
5. 1구(세 쌍둥이)
6. 2구(세 쌍둥이)
7. 3구(세 쌍둥이)
8. 꿀꿀이(후보선수)
9. 쎄라드(야크의 아토믹 미사일 슛 콤비)
10. 티브로(전 야크의 팀 멤버)
11. 노바(마리아나 왕국의 선수)

## 방영목록
제1화 운명의 첫시합
제2화 일레븐성 탈출
제3화 한점승부
제4화 공포의 지옥훈련
제5화 소년 위너즈 선발대회
제6화 무서운 돌풍슛
제7화 특별 선발 시험
제8화 할아버지 축구팀
제9화 개막!드래곤리그
제10화 철벽 골키퍼
제11화 늑대소년 로보
제12화 사라진 축구공
제13화 숨막히는 결승전
제14화 하늘을 나는 축구공
제15화 공포의 검은뿔 팀
제16화 개막!드래곤리그
제17화 붉은 사막에서의 결투
제18화 강적!차라도나
제19화 신기루작전
제20화 윌의 정체
제21화 돌아온 야크
제22화 위너공주의 결심
제23화 도전!일레븐위너스
제24화 불꽃튀는 결승전
제25화 레온의 표효
제26화 마지막 승부
제27화 새로운 적의 등장
제28화 성스러운 용의 세계로
제29화 공포의 지옥게임
제30화 저주받은 축구장
제31화 의문의 사나이
제32화 크리스탈의 비책
제33화 윈의 정체
제34화 드래곤리그의 전설
제35화 멸망의 날
제36화 일레븐 성의 위기
제37화 돌발이의 부상
제38화 미래에의 약속(최종회)